# Parandra silvaini
Parandra silvaini är en skalbaggsart som beskrevs av Tavakilian 2000. Parandra silvaini ingår i släktet Parandra och familjen långhorningar. Inga underarter finns listade i Catalogue of Life.